# Martin Kocourek
Martin Kocourek (* 23. prosince 1966, Moravská Třebová) je český ekonom a politik ODS, od července 2010 do listopadu 2011 ministr průmyslu a obchodu ve vládě Petra Nečase.

## Osobní život
Vystudoval ekonomiku a řízení na ČVUT. Má dvě děti. Jeho bratr Jan Kocourek je od roku 2007 náměstkem pro sport na ministerstvu školství.,
V 80. letech se stal obětí vlakové[zdroj?] nehody, při níž přišel o nohu a následkem toho se pohybuje s oporou berlí.

## Politika
Ve volbách roku 1992 byl za ODS, respektive za koalici ODS-KDS, zvolen do Sněmovny lidu Federálního shromáždění (volební obvod Praha). Ve Federálním shromáždění setrval do zániku Československa v prosinci 1992. Již předtím byl poradcem tehdejšího premiéra Václava Klause. Během privatizace státního majetku působil ve statutárních orgánech řady firem, např. Unipetrolu a České spořitelny.
V parlamentních volbách roku 1998 byl zvolen poslancem Poslanecké sněmovny. Znovu pak ve volbách roku 2002.
Byl členem dozorčí rady Fondu národního majetku (1999–2006), prezídia Pozemkového fondu (2002–2005) a předsedou dozorčí rady ČEZu (2006–2010). V listopadu 2004 se stal předsedou dozorčí rady nově založené nadace Koše proti drogám. V dozorčí radě dále zasedli Michal Kraus, Miroslav Jansta, Richard Háva a další.
Ve vládě Petra Nečase zastával post ministra průmyslu a obchodu. Po aféře s nejasným původem šestnácti miliónů korun na kontu jeho matky přijal premiér Nečas 9. listopadu 2011 jeho rezignaci a 14. listopadu jeho demisi přijal prezident republiky.
Je předsedou dozorčí rady Nadačního fondu Václava Klause.

## Kauza nejasného obchodu s dluhopisy
V listopadu 2011 upozornila Mladá fronta DNES na nejasný obchod s dluhopisy, díky kterému v březnu 2008 vydělala Kocourkova matka 16 miliónů korun. Jindřiška Kocourková, v té době už v důchodu, obchodovala s dluhopisy prostřednictvím společnosti Key Investments, která v té době získávala velké zakázky od energetické firmy ČEZ. Martin Kocourek byl přitom v letech 2006–2010 předsedou dozorčí rady ČEZu. Firma Key Investments pomáhala s nákupy akcií také bývalému premiérovi Stanislavu Grossovi. Premiér Petr Nečas byl touto podezřelou transakcí velmi znepokojen a ministr reagoval tím, že se musí zjistit původ peněz/akcií u své matky. Následně přišel s jiným vysvětlením, a to, že peníze jsou jeho a snažil se je „odklonit“, tedy skrýt při rozvodu před svou ženou. Poté nabídl svůj post k dispozici. Premiér přijal jeho rezignaci 9. listopadu 2011, prezident republiky jeho demisi přijal 14. listopadu.
Policie 28. května 2012 oznámila, že obvinila Kocourka z poškozování věřitele.
Deník Lidové noviny slovo odklonit označil na základě výsledků ankety za slovo roku 2011.

## Po odchodu z vlády
Od září 2012 pracuje pro lobistickou firmu Merit Government Relations.